# Linda McAvan
Linda McAvan (ur. 2 grudnia 1962 w Bradford) – brytyjska polityk, deputowana do Parlamentu Europejskiego IV, V, VI, VII i VIII kadencji.

## Życiorys
Ukończyła studia z językoznawstwa na Heriot-Watt University w Edynburgu. Magisterium z zakresu stosunków międzynarodowych uzyskała w 1990 na Université Libre de Bruxelles.
Była tłumaczem, a następnie etatowym pracownikiem europejskich organizacji politycznych i młodzieżowych. Od 1995 do 1998 pozostawała zatrudniona jako urzędnik w samorządzie miasta Barnsley. W 1993 została wiceprzewodniczącą oddziału Partii Pracy w Sheffield, zasiadała później w partyjnym Narodowym Forum Polityki.
W 1998 z ramienia laburzystów po raz pierwszy objęła mandat posłanki do Parlamentu Europejskiego. Uzyskiwała reelekcję w kolejnych wyborach europejskich (w 1999, 2004 i 2009). Była m.in. członkinią prezydium i skarbnikiem grupy Partii Europejskich Socjalistów, reprezentowała Europarlament w Konwencie Europejskim. W VII kadencji przystąpiła do grupy Postępowego Sojuszu Socjalistów i Demokratów, a także do Komisji Ochrony Środowiska Naturalnego, Zdrowia Publicznego i Bezpieczeństwa Żywności. W 2014 została wybrana do Europarlamentu na okres VIII kadencji. Zrezygnowała z mandatu w kwietniu 2019 (na kilka miesięcy przed końcem te kadencji).